# Anthony Bogaert
Anthony Francis „Tony” Bogaert (ur. 1963) – kanadyjski psycholog i seksuolog.

## Życiorys
Zajmuje się badaniami nad aseksualnością. Zaproponował autorską definicję aseksualności oraz zapoczątkował badania nad tą orientacją seksualną.
Ogłosił także badania dotyczące związku między liczbą braci danego mężczyzny a jego orientacją seksualną. Badania te wykazały, że im więcej starszych braci ma mężczyzna, tym większe jest prawdopodobieństwo, że będzie on gejem, przy czym efekt ten ma wynikać z czynników prenatalnych, nie zaś środowiskowych.
Doktorat z psychologii uzyskał w 1993 r. na Uniwersytecie Zachodniego Ontario, na podstawie rozprawy pt. The Sexual Media: The Role Of Individual Differences. Jest zatrudniony na Uniwersytecie Brocka w Ontario, gdzie objął stanowisko profesora psychologii.

## Publikacje (wybór)
Publikacje książkowe
- Anthony Bogaert: Understanding Asexuality. Lanham, Maryland: Rowman and Littlefield Publishers, Inc., 2012. ISBN 978-1-4422-0099-9. [dostęp 2022-01-25]. Brak numerów stron w książce

Artykuły
- Anthony F. Bogaert. Asexuality: prevalence and associated factors in a national probability sample. „Journal of Sex Research”. 41 (3), s. 279–287, 2004. DOI: 10.1080/00224490409552235. PMID: 15497056. (ang.).
- Anthony F. Bogaert. Toward a conceptual understanding of asexuality. „Review of General Psychology”. 10 (3), s. 241–250, 2006. DOI: 10.1037/1089-2680.10.3.241. (ang.).